# Michal Horňák
Michal Horňák (ur. 28 kwietnia 1970 we Vsetínie) – czeski piłkarz grający na pozycji środkowego obrońcy.
W reprezentacji Czech rozegrał 38 meczów i strzelił 1 gola. Brał udział w Mistrzostwach Europy UEFA w 1996, kiedy Czechy zdobyły srebrny medal. Występował w zespołach Sparta Praga, Rudá Hvězda Cheb, LASK Linz, SFC Opava, SV Horn i TJ Klatovy.